# Rob Thomas (scenárista)
Robert James „Rob“ Thomas (* 15. srpna 1965 Sunnyside, Washington) je americký scenárista, producent, režisér a spisovatel.
Narodil se ve státě Washington, vyrůstal však v Texasu. Začal studovat Texas Christian University, později se přesunul Texaskou univerzitu v Austinu, kde v roce 1987 získal bakalářský titul z historie. Již během studia na střední i vysoké škole přispíval do studentských časopisů. Ve druhé polovině 90. let 20. století se věnoval literatuře pro mládež a vydal pět románů. V polovině 90. let zároveň začal pracovat v oblasti televize. Působil jako scenárista v první řadě seriálu Dawsonův svět (1998) a vytvořil seriál Bůžek lásky (1998–1999). Dále je autorem a spoluautorem seriálů Veronica Mars (2004–2007), 90210: Nová generace (2008–2013), Párty na klíč (2009–2010), Cupid (2009, nová verze seriálu Bůžek lásky) a iZombie (od 2015), přičemž u většiny z nich působil i jako producent, scenárista, případně i režisér. Také napsal scénář k celovečernímu filmu Šílená jízda (1999) a napsal a natočil snímek Veronica Marsová (2014), jenž byl realizován díky úspěšné crowdfundingové sbírce na Kickstarteru a který navazuje na stejnojmenný seriál.